# Avenue de Saint-Cloud (Versailles)
Pour les articles homonymes, voir Avenue de Saint-Cloud.
L'avenue de Saint-Cloud est une voie de circulation de Versailles, en France.

## Situation et accès
L'avenue de Saint-Cloud est l'une des trois voies qui rayonnent en éventail à partir de la place d'Armes, devant le château de Versailles, avec l'avenue de Paris et l'avenue de Sceaux. L'avenue de Saint-Cloud est la plus au nord des trois. Elle se dirige vers l'est-nord-est et se termine au carrefour de Montreuil, place Alexandre-Ier-de-Yougoslavie. L'avenue des États-Unis la prolonge au-delà du carrefour de Montreuil en obliquant légèrement vers le nord. Elle mesure 1 025 mètres de long et 78 mètres de large. Des terre-pleins plantés de deux rangées de platanes et dotés de pistes cyclables séparent les voies de circulation centrales des deux contre-allées.

## Édifices
L'avenue de Saint-Cloud borde les édifices classés suivants :
- Grande Écurie[1] ;
- nos 50 et 50 bis : immeuble[2] ;
- nos 52, 52 bis et 52 ter : immeubles[3] ;
- no 73 : lycée Hoche[4] ;
- no 83 : immeuble[5].

## Origine du nom
L'avenue doit son nom au fait qu'elle se dirige vers la ville de Saint-Cloud. En 1665, elle s'appelait avenue de Paris. En 1793, elle fut rebaptisée avenue de l'Orient avant de retrouver en 1806 son ancien nom.

## Historique
Une ménagerie et des écuries occupaient l'emplacement de l'actuel lycée Hoche à l'époque de Louis XIV. Le café Amaury où se réunissait les créateurs du Club breton, en 1789, se situait à l'angle de l'avenue de Saint-Cloud et de la rue Carnot actuelle. En 1963, une nouvelle voie de circulation est créée entre l'avenue de Paris et l'avenue de Saint-Cloud en lieu et place d'une caserne d'artillerie. Le trésor public et la poste centrale, ainsi qu'un parking, y prennent également place. La nouvelle voie prend le nom d'avenue de l'Europe.
| - Carrefour de l'avenue de Saint-Cloud avec la rue de la Paroisse au début du XXe siècle. - Carrefour de l'avenue de Saint-Cloud avec la rue Carnot au début du XXe siècle. - L'entrée du lycée Hoche face à l'avenue de Saint-Cloud et à côté la librairie-papeterie Maréchal. |